# Saison 1933-1934 du Stade rennais UC
Maillots
Chronologie
Saison précédente Saison suivante
La saison 1933-1934 du Stade rennais Université Club débute le 3 septembre 1933 avec la première journée de Championnat de France de Division 1, pour se terminer le 13 mai 1934 avec la dernière journée de cette même compétition.
Le Stade rennais UC est également engagé en Coupe de France.

## Résumé de la saison
Le deuxième championnat de France de l'ère professionnelle voit la disparition des deux groupes initiaux pour un seul et unique groupe de quatorze équipes. Le nombre de matches en est accru, passant de dix-huit à vingt-six.
Le Hongrois Kalman Szekany partant au FC Bordeaux, un nouvel entraîneur est nommé. Ce sera l'Écossais Philip McCloy, ancien international, qui cumule également une casquette de joueur, évoluant en défense. Côté transferts, le Stade rennais UC voit notamment arriver le défenseur international Georges Rose, l'attaquant André Chauvel et l'avant-centre allemand Walter Vollweiler, chassé de son pays quelques mois plus tôt. Le club perd en contrepartie quelques-uns de ses meilleurs joueurs, dont l'international tchèque Jaroslav Bouček.
Après seulement deux matches, les deux recrues écossaises Philip McCloy et Jeremiah Kelly quittent le club. Kelly, lors de sa première (et dernière) apparition, se révèle tellement mauvais que le club décide de le libérer de ses obligations. Par solidarité, McCloy, le suit dans son retour au pays.
Le poste d'entraîneur vacant est repris par l'Autrichien Josef "Pépi" Schneider, qui occupe en parallèle le poste de demi-centre.
La saison rennaise est assez irrégulière, marquée par quelques coups d'éclat, dont un cinglant 8 - 2 infligé au CA Paris ou encore un match nul obtenu au forceps, à domicile face au FC Sète (futur vainqueur du championnat et de la Coupe de France), grâce à un quadruplé de Chauvel (4 - 4). Elle est aussi marquée par quelques beaux ratés, témoin ce sévère 1 - 7 encaissé sur le terrain de l'Olympique de Marseille.
Finalement, malgré les 25 buts du prolifique Walter Vollweiler, le Stade rennais UC termine en milieu de classement, à la 6e place. En Coupe de France, les "Rouge et Noir" doivent se contenter d'un quart de finale, perdu en deux temps face à Marseille, après avoir éliminé deux équipes de l'élite (Antibes et Cannes).

## Transferts en 1933-1934
| Nom                    | Nationalité     | Provenance/Destination    |
| Arrivées               |                 |                           |
| Alexandre Cahours      | France          | Le Havre AC               |
| André Chauvel          | France          | RC Roubaix                |
| Jeremiah Kelly         | Écosse          | Dolphin FC                |
| Philip McCloy          | Écosse          | Cork City FC              |
| Franz Pleyer           | Autriche        | Brigittenauer AC          |
| André Postel           | France          | Le Havre AC               |
| Georges Rose           | France          | CA Paris                  |
| Josef Schneider        | Autriche        | Grasshopper Zurich        |
| George William Scoones | Angleterre      | Cadets de Bretagne        |
| Walter Vollweiler      | Allemagne       | FC Sète                   |
| Wackt                  | Autriche        | Wiener AC                 |
| Départs                |                 |                           |
| Jaroslav Bouček        | Tchécoslovaquie | AC Sparta Prague          |
| Olivier Brard          | France          | arrêt                     |
| Ernest Huet            | France          | FC Lyon                   |
| Félix Le Gentil        | France          | ?                         |
| Marcel Leprince        | France          | ?                         |
| Hervé Marc             | France          | arrêt                     |
| Édouard Monoré         | France          | Stade lavallois           |
| Vaclav Mrazek          | Tchécoslovaquie | AC Sparta Prague          |
| Henri Poujol           | France          | AS Cannes                 |
| Vadar Prosek           | Tchécoslovaquie | FC Bordeaux               |
| Marcel Toussaint       | France          | US Servannaise            |
| Jaroslav Vojta         | Tchécoslovaquie | Slavia Prague             |
| Siméon Belliard        | France          | Stade rennais UC amateurs |
| Henri Fournis          | France          | Stade rennais UC amateurs |
| Fritz Raemer           | Allemagne       | Stade rennais UC amateurs |

## L'effectif de la saison
| Poste¹ | Nat.² | Nom                           | Naissance        | Sélection³ | Championnat | Championnat | Coupe France | Coupe France | Total Saison | Total Saison | Notes                          |
| Poste¹ | Nat.² | Nom                           | Naissance        | Sélection³ | M           | But inscrit | M            | But inscrit  | M            | But inscrit  | Notes                          |
| ------ | ----- | ----------------------------- | ---------------- | ---------- | ----------- | ----------- | ------------ | ------------ | ------------ | ------------ | ------------------------------ |
| M      | FRA   | Alexandre Cahours             | 16 février 1909  | -          | 25          | 0           | 5            | 0            | 30           | 0            |                                |
| A      | FRA   | André Chauvel                 | 29 juillet 1909  | B          | 24          | 13          | 5            | 2            | 29           | 15           |                                |
| G      | FRA   | Jean Collet                   | 21 juin 1911     | -          | 16          | 0           | 5            | 0            | 21           | 0            |                                |
| A      | FRA   | Marcel Decoux                 | 13 novembre 1910 | -          | 3           | 0           | 4            | 0            | 7            | 0            |                                |
| A      | FRA   | Julien Dominique              | 22 février 1906  | -          | 23          | 8           | 5            | 1            | 28           | 9            |                                |
| A      | FRA   | Jacques Jean                  | 28 juillet 1906  | -          | 3           | 0           | 0            | 0            | 3            | 0            |                                |
| A      | ALL   | Walter Kaiser                 | 2 novembre 1907  | -          | 22          | 13          | 5            | 1            | 27           | 14           |                                |
| M      | SCO   | Jeremiah Kelly                | 1900             | A          | 1           | 0           | 0            | 0            | 1            | 0            | Repart en Écosse dès septembre |
| M      | FRA   | Robert Le Moal                | 1er octobre 1903 | B          | 23          | 0           | 5            | 0            | 28           | 0            |                                |
| D      | SCO   | Philip McCloy                 | 19 avril 1896    | A          | 2           | 0           | 0            | 0            | 2            | 0            | Repart en Écosse dès septembre |
| M      | FRA   | Jean Pariset                  | 17 juin 1909     | -          | 1           | 0           | 0            | 0            | 1            | 0            |                                |
| D      | AUT   | Franz Pleyer                  | 23 février 1911  | -          | 8           | 1           | 0            | 0            | 8            | 1            |                                |
| G      | FRA   | André Postel                  | 27 janvier 1908  | -          | 10          | 0           | 0            | 0            | 10           | 0            |                                |
| D      | FRA   | Georges Rose                  | 30 avril 1910    | A          | 25          | 3           | 5            | 0            | 30           | 3            |                                |
| M      | AUT   | Josef Schneider               | 1901             | -          | 21          | 2           | 1            | 0            | 22           | 2            |                                |
| A      | ENG   | George William Scoones        | 18 novembre 1910 | -          | 2           | 0           | 0            | 0            | 2            | 0            |                                |
| D      | TCH   | Georges Séfelin               | 18 avril 1912    | A          | 26          | 0           | 5            | 0            | 31           | 0            |                                |
| M      | FRA   | Adolphe Touffait dit Delourme | 20 mars 1907     | A          | 20          | 0           | 5            | 2            | 25           | 2            |                                |
| A      | FRA   | Lucien Vaillant               | 30 novembre 1907 | B          | 8           | 1           | 0            | 0            | 8            | 1            |                                |
| A      | ALL   | Walter Vollweiler             | 17 avril 1912    | -          | 22          | 25          | 5            | 5            | 27           | 30           |                                |
| A      | AUT   | Wackt                         | ?                | -          | 1           | 0           | 0            | 0            | 1            | 0            |                                |

- 1 : G, Gardien de but ; D, Défenseur ; M, Milieu de terrain ; A, Attaquant
- 2 : Nationalité sportive, certains joueurs possédant une double-nationalité
- 3 : sélection la plus élevée obtenue

## Équipe-type
Il s'agit de la formation la plus courante rencontrée en championnat.

## Les rencontres de la saison

### Liste
| Match | Date         | Compétition     | Tour                | Adversaire  | Lieu ¹ | Score     | Class.    | Buteurs pour le Stade rennais       |
| ----- | ------------ | --------------- | ------------------- | ----------- | ------ | --------- | --------- | ----------------------------------- |
| 1     | 3 septembre  | Division 1      | 1                   | Antibes     | E      | 1–1       | 8         | Vollweiler                          |
| 2     | 10 septembre | Division 1      | 2                   | Montpellier | D      | 2–6       | 13        | Kaiser Dominique                    |
| 3     | 17 septembre | Division 1      | 3                   | Lille       | E      | 4-5       | 12        | Rose Kaiser Vollweiler              |
| 4     | 24 septembre | Division 1      | 4                   | RC Paris    | D      | 2–1       | 9         | Vollweiler Dominique                |
| 5     | 1er octobre  | Division 1      | 5                   | Roubaix     | D      | 5–2       | 6         | Kaiser Vollweiler                   |
| 6     | 15 octobre   | Division 1      | 6                   | CA Paris    | D      | 8-2       | 6         | Kaiser Vollweiler Chauvel + (csc)   |
| 7     | 22 octobre   | Division 1      | 7                   | Fives       | E      | 0–5       | 10        |                                     |
| 8     | 29 octobre   | Division 1      | 8                   | Sète        | D      | 4–4       | 8         | Chauvel                             |
| 9     | 5 novembre   | Division 1      | 9                   | Cannes      | E      | 2–0       | 7         | Vollweiler Dominique                |
| 10    | 11 novembre  | Division 1      | 10                  | Nice        | D      | 2–1       | 6         | Vollweiler Chauvel                  |
| 11    | 26 novembre  | Division 1      | 11                  | Sochaux     | E      | 2–6       | 7         | Vollweiler                          |
| 12    | 3 décembre   | Division 1      | 12                  | Nîmes       | D      | 6-2       | 6         | Kaiser Vollweiler Chauvel Dominique |
| 13    | 10 décembre  | Coupe de France | 1/32 finale         | Morlaix     | E      | 4-0       | 4-0       | Touffait Vollweiler Dominique       |
| 14    | 17 décembre  | Division 1      | 13                  | Antibes     | D      | 2-2       | 6         | Vollweiler Dominique                |
| 15    | 23 décembre  | Division 1      | 14                  | Marseille   | E      | 1–7       | 7         | Vaillant                            |
| 16    | 25 décembre  | Division 1      | 15                  | Montpellier | E      | 2–1       | 6         | Vollweiler                          |
| 17    | 1er janvier  | Division 1      | 16                  | Lille       | D      | 1-5       | 6         | Kaiser                              |
| 18    | 7 janvier    | Coupe de France | 1/16 finale         | Antibes     | N      | 3-1       | 3-1       | Vollweiler Chauvel                  |
| 19    | 14 janvier   | Division 1      | 17                  | RC Paris    | E      | 3-2       | 5         | Vollweiler                          |
| 20    | 28 janvier   | Division 1      | 18                  | Roubaix     | E      | 2–4       | 6         | Vollweiler                          |
| 21    | 4 février    | Coupe de France | 1/8 finale          | Cannes      | N      | 2-0       | 2-0       | Kaiser Vollweiler                   |
| 22    | 11 février   | Division 1      | 19                  | Marseille   | D      | 1–0       | 6         | Rose                                |
| 23    | 25 février   | Division 1      | 20                  | CA Paris    | E      | 6–3       | 5         | Kaiser Vollweiler Chauvel           |
| 24    | 4 mars       | Coupe de France | 1/4 finale          | Marseille   | N      | 2-2 a.p.² | 2-2 a.p.² | Vollweiler Chauvel                  |
| 25    | 18 mars      | Coupe de France | 1/4 finale (rejoué) | Marseille   | N      | 0-4       | 0-4       |                                     |
| 26    | 2 avril      | Division 1      | 21                  | Sète        | E      | 1-3       | 6         | Dominique                           |
| 27    | 8 avril      | Division 1      | 22                  | Cannes      | D      | 2–2       | 6         | Rose Vollweiler                     |
| 28    | 15 avril     | Division 1      | 23                  | Nice        | E      | 2–4       | 7         | Chauvel                             |
| 29    | 29 avril     | Division 1      | 24                  | Sochaux     | D      | 2-2       | 7         | Schneider Chauvel                   |
| 30    | 6 mai        | Division 1      | 25                  | Nîmes       | E      | 3–5       | 7         | Schneider Kaiser Chauvel            |
| 31    | 13 mai       | Division 1      | 26                  | Fives       | D      | 1–0       | 6         | Pleyer                              |

- 1 N : terrain neutre ; D : à domicile ; E : à l'extérieur ; drapeau : pays du lieu du match international
- 2 L'épreuve des tirs au but n'existant pas, le match doit être rejoué

## Bilan des compétitions
| Compétition     | Vainqueur final | Débute au tour | Place ou tour final | Première rencontre | Dernière rencontre | Nombre |
| --------------- | --------------- | -------------- | ------------------- | ------------------ | ------------------ | ------ |
| Division 1      | FC Sète         | 1re journée    | 6e                  | 3 septembre 1933   | 13 mai 1934        | 26     |
| Coupe de France | FC Sète         | 1/32 de finale | 1/4 de finale       | 10 décembre 1933   | 18 mars 1934       | 5      |

### Division 1

#### Classement
| Rang | Équipe               | Pts | J  | G  | N | P  | Bp | Bc | Diff |
| ---- | -------------------- | --- | -- | -- | - | -- | -- | -- | ---- |
| 3    | Marseille            | 33  | 26 | 15 | 3 | 8  | 69 | 46 | +23  |
| 4    | Olympique Lille      | 32  | 26 | 14 | 4 | 8  | 70 | 40 | +30  |
| 5    | Excelsior de Roubaix | 30  | 26 | 13 | 4 | 9  | 65 | 59 | +6   |
| 6    | Rennes               | 27  | 26 | 11 | 5 | 10 | 67 | 75 | -8   |
| 7    | Antibes              | 27  | 26 | 11 | 5 | 10 | 52 | 60 | -8   |
| 8    | Montpellier          | 26  | 26 | 10 | 6 | 10 | 53 | 55 | -2   |
| 9    | SC Nîmes             | 25  | 26 | 11 | 3 | 12 | 68 | 72 | -4   |

#### Résultats
| Total  | Total  | Total | Total | Total | Total | Total | Total | Domicile | Domicile | Domicile | Domicile | Domicile | Domicile | Extérieur | Extérieur | Extérieur | Extérieur | Extérieur | Extérieur |
| Matchs | Points | V     | N     | D     | BP    | BC    | Diff. | V        | N        | D        | BP       | BC       | Diff.    | V         | N         | D         | BP        | BC        | Diff.     |
| ------ | ------ | ----- | ----- | ----- | ----- | ----- | ----- | -------- | -------- | -------- | -------- | -------- | -------- | --------- | --------- | --------- | --------- | --------- | --------- |
| 26     | 27     | 11    | 5     | 10    | 67    | 75    | -8    | 7        | 4        | 2        | 38       | 29       | +9       | 4         | 1         | 8         | 29        | 46        | -17       |

#### Résultats par journée
| Journée   | 01 | 02 | 03 | 04 | 05 | 06 | 07 | 08 | 09 | 10 | 11 | 12 | 13 | 14 | 15 | 16 | 17 | 18 | 19 | 20 | 21 | 22 | 23 | 24 | 25 | 26 |
| --------- | -- | -- | -- | -- | -- | -- | -- | -- | -- | -- | -- | -- | -- | -- | -- | -- | -- | -- | -- | -- | -- | -- | -- | -- | -- | -- |
| Terrain   | E  | D  | E  | D  | D  | D  | E  | D  | E  | D  | E  | D  | D  | E  | E  | D  | E  | E  | D  | E  | E  | D  | E  | D  | E  | D  |
| Résultats | N  | D  | D  | V  | V  | V  | D  | N  | V  | V  | D  | V  | N  | D  | V  | D  | V  | D  | V  | V  | D  | N  | D  | N  | D  | V  |
| Points    | 1  | 1  | 1  | 3  | 5  | 7  | 7  | 8  | 10 | 12 | 12 | 14 | 15 | 15 | 17 | 17 | 19 | 19 | 21 | 23 | 23 | 24 | 24 | 25 | 25 | 27 |
| Place     | 8  | 13 | 12 | 9  | 6  | 6  | 10 | 8  | 7  | 6  | 7  | 6  | 6  | 7  | 6  | 6  | 5  | 6  | 6  | 5  | 6  | 6  | 7  | 7  | 7  | 6  |

Source : Liste des rencontres

Terrain : D = Domicile ; E = Extérieur. Résultat: D = Défaite ; N = Nul ; V = Victoire.